# Hasselfors Garden
Hasselfors Garden är ett trädgårdsföretag med tyngdpunkt på torv- och jordprodukter. Företaget grundades i Hasselfors i Närke. Huvudkontoret finns i Örebro. 
Hasselfors Garden har tillblivit och till stora delar utvecklats som en del av Hasselfors bruk. Historien börjar 1603, när den livländske adelsmannen Henrik von Falkenberg får det aktuella området i förläning av Hertig Karl. Han får det som ersättning för de gods och gårdar han förlorat i Livland, i kriget mot Ryssland. Förläningen bestod av nuvarande socknarna Tångeråsa och Skagershult (skogen mot Skagern). Här fanns grunden till en vardande bruksrörelse, vattenkraft, milsvida skogar som ger träkol och råvara för sågning. Här fanns också mäktiga mossar som kom att ge energitorv och växttorv som basmaterial för jordförbättringsmedel och odlingssubstrat.

## Historia
Historik i årtal från Hasselfors bruk till Hasselfors Garden:
- 1603 erhåller Henrik von Falkenberg Hertig Karls förläning belägen i Närkes västra del, i gränslandet mot Värmland-Västergötland.

- 1622. Henriks båda söner Conrad och Melker Falkenberg delar på förläningen. Melker får Hasselforsdelen. Melker blir en av ”rikets mest betrodde” och utses till krigsråd och under en period landshövding av Finland. Melker, tillsammans med hustrun Elisabeth von Löben låter uppföra Bålby herrgård.

- 1671. Melker Falkenberg (sonson till Henrik) får privilegium att uppföra en stångjärnshammare i Hasselfors. En ytterligare hammare tillkommer 1676.

- 1874 påbörjas brytning av bränntorv för vällugnarna i Hasselfors. Det råder brist på kol. Skogarna i hela bergslagen är hårt beskattade av kolslukande smedjor och hyttor.

- 1889. Den jordbruksintresserade bruksdisponenten Fabian de Geer låter uppföra en av landets första torvströfabriker vid Porla. Satsningen blir lyckosam och ytterligare en fabrik uppföres 1898 vid Stockås, i norra delen av den stora Skagershultsmossen.

- 1912. Svartå bruk köps in. Järntillverkningen flyttar till Svartå och träindustrin till Hasselfors där den befintliga sågen flyttas, byggs ut och moderniseras.

- 1958-1959. Ny teknik för komprimering och hantering av torv i säckar utvecklas. Den nya produkten ger nya och flera distributionsmöjligheter.

- 1960-talet. Produktionen av torvprodukter ställs om mot torv som jordförbättringsmedel och odlingssubstrat. Det blir en stor framgång. Lämpliga torvfabriker köps upp och byggs om. 1969 hanteras cirka 500 000 m3 vid 14 fabriker.

- 1970-76. Ett komplett jordsortiment utvecklas. Produktionskapacitet för jordtillverkning anskaffas. Jordsortimentet tar över marknaden.

- 1981. Ett samarbetsavtal tecknas med Svenska Torv (Domänverket) om produktion av energitorv.

- 1995. Assi Domän köper upp hela Hasselfors-koncernen. Assi Domän behåller sågverk och skogsmark. De övriga dotterbolagen säljs ut. Hasselfors Garden säljs till det energitorvproducerande företaget Råsjö Torv AB i Hudiksvall.

- 2000. Råsjö Torv köps upp av det finska storföretaget VAPO och Hasselfors Garden blir dotterbolag till det VAPO-ägda trädgårdsföretaget Kekkilä.